# Мир без игры
«Мир без игры́» — советский чёрно-белый документальный фильм 1966 года, посвящённый основателю документального кино Дзиге Вертову.

## Содержание
В фильме использованы материалы из личного архива Елизаветы Вертовой-Свиловой и фрагменты из фильмов Дзиги Вертова: «Ленинская киноправда», «В сердце крестьянина Ленин жив», «Кино-глаз» («Жизнь врасплох»), «Шагай, Совет!», «Шестая часть мира», «Одиннадцатый», «Человек с киноаппаратом», «Энтузиазм» («Симфония Донбасса»), «Три песни о Ленине», «Колыбельная». Включены кадры хроники 20-х годов о работе кинодеятелей тех лет. О Дзиге Вертове рассказывают жена и монтажёр всех его фильмов Елизавета Свилова, его помощник и ученик Илья Копалин, кинооператор Михаил Кауфман. О творчестве Дзиги Вертова говорят кинорежиссёры Йорис Ивенс (Голландия), Ежи Боссак (Польша), Андре и Аннели Торндайк (ГДР), Жан Руш (Франция), Фредерик Россиф (Франция), директор французской синематеки Анри Ланглуа, историк кино Жорж Садуль.

## Съёмочная группа
- Автор сценария: Сергей Дробашенко
- Режиссёр: Леонид Махнач
- Консультант: Елизавета Вертова-Свилова
- Операторы: З. Громова, Леонид Котляренко, Александр Кочетков
- Художник: Н. Сурвилло
- Композитор: Виталий Гевиксман
- Звукооператор: Игорь Гунгер
- Музыкальное оформление: Я. Смирнова
- Редактор кинолетописи: Софья Притуляк
- Текст читают: Алексей Консовский, Леонид Хмара
- Директор картины: В. Печерников

## Критика
В журнале «Искусство кино» № 6 за 1967 год Р. Юренев довольно подробно рассматривает все аспекты кинобиографического исследования, предпринятого С. Дробашенко и Л. Махначом. Им подмечено, что в стремлении авторов дать общую, генеральную характеристику творчества Вертова, его углублённый творческий портрет ими допущены анахронизмы, пренебрежение строгой хронологией, а следовательно и процессами творческой эволюции режиссёра.

…в фильме пропущены такие важнейшие для понимания становления образной публицистики Вертова факты, как его стремление выпускать киножурнал по образцу большевистской «Правды», откуда и родилось заглавие «киноправда». В фильме не сказано, что фильм «Шагай, Совет!» был сделан как отчётно-информационный кинодоклад к перевыборам Моссовета, как документальное сообщение о работе, проделанной московской Советской властью, что «Шестая часть мира» была сделана для популяризации государственной торговли СССР за границей.
 …без ясного чёткого определения политических задач творчество Вертова понятно быть не может.
 Наконец, надо было с горечью сказать, что Вертов не получил достойной его работы даже в годы расцвета кинодокументалистики — в годы Великой Отечественной войны. Вот где подлинная трагедия Вертова!
— Ростислав Юренев, «Искусство кино» № 6 1967